# Apamea ona
Apamea ona là một loài bướm đêm trong họ Noctuidae.